# San Pedro Coyutla
San Pedro Coyutla está situado en el municipio de Chalma (en el Estado de Veracruz de Ignacio de la Llave). Tiene 1123 habitantes.  (CENSO 2010). Enclavada en la zona norte central con el Municipio de Chiconamel  Veracruz y en las coordenadas 21º13'23'' de latitud norte y 98º25'47'' de longitud oeste, Y a una altitud de 177 metros sobre el nivel del mar.

## Etimología
La palabra Coyutla: es de origen náhuatl que significa "gran señor, patrón o hacendado "  y que más tarde se le agregaría como "lugar de los coyotes".  El nombre de San Pedro es en honor al Santo Patrono del lugar.

## Historia
Véase Historia de San Pedro Coyutla
Entre mezclado de sus orígenes Huasteco y Totonaco, proviene de la cultura Tolteca y Olmeca que más tarde fue parte del territorio de la cultura Totonaca pasando al Huasteco y actualmente como pueblo Nahua. Se conserva la leyenda que aquí estaría el asentamiento azteca. Los peregrinos que venían de Aztlán pasaron por aquí y al ver el águila posarse sobre un nopal fundarían su capital; sin embargo una nativa espanto al ave y ellos prosiguieron su camino. Actualmente existe un lugar llamado  “Mexcotzi”.

### Costumbres
Sus celebraciones en honor a ¨San  Pedro´  patrono de La comunidad son los días 27, 28 y 29 de junio. Teniendo como costumbre la celebración del día de La Santa Cruz, los días 2 y 3 de mayo. Más las tradicionales día de muertos (Xantolo) en el mes de noviembre y el Carnaval en febrero. También se tiene como tradición durante el nacimiento de un bebe un ritual llamado "Táhaaltilisti" en donde la matrona realiza el baño del bebé con un rito de tamales gigantes en torno al cordón umbilical del bebe. Existe otra tradición que se realiza cada año nuevo en donde se elige un encargado que resguardara la vestimenta de las imágenes de la iglesia y las herramientas para los entierros de los muertos que se le denomina "Pixcal". 

### Gobierno y Política
En la jurisdicción local cuenta con Agencia Municipal Constitucional.  Cuya autoridad es un Agente Municipal responsable de implementar el orden Público y vigilancia en coordinación de los sectores de la cabecera Municipal. Tiene como anexo la Congregación de Acatzintla con Sub Agencia Municipal.
Las autoridades principales son de Sector Ejidal, ¨Comisariado¨ y de Tenencia Comunal,  ¨Agente Municipal¨.
Cuenta con servicios de Educación, con escuelas primarias, jardín de niños, escuela tele secundaria y escuela tele bachillerato. Cuenta con una Unidad Médica Rural Clínica IMSS, galería pública de usos múltiples, un parque Central, dos iglesias católica modernas, varios Centros de Organizaciones Cristianas, una cancha de fútbol, y de básquetbol. 
La Comunidad tiene acceso a la participación ciudadana y a las labores comunitarias que se llevan a cabo en el Pueblo. Derecho a los Programas de Gobierno y de otras entidades, derecho al Trabajo, a la Justicia, la Salud y a la Educación 
Con derechos igualitarios de hombres y mujeres aun la población es considerada analfabeta y marginada, El porcentaje de los locatarios en los estudios básicos es mínima, Pocos jóvenes continúan sus estudios Media -Superior. Las personas mayores de edad,  son monolingües y la gente joven es bilingüe con excepciones de algunos universitarios que son trilingües. La mayor parte de la Comunidad emigra buscando oportunidades en otras Ciudades.

### Geografía
Consta de más de 40 manzanas bien definidas y trazadas con calles bien planeadas y nombradas.  Dos riachuelos que la atraviesan de nombres Coyoltita y Hueyataco; varios Pozos de agua comunitarios, sistema de Red de Agua Potable, red de Energía Eléctrica, teléfono Rural local y Público, tiendas privadas y cooperativas, un cementerio público, varias vías de comunicación terrestre, sistema de transporte público y alumbrado público. 

#### Clima
Tiene clima principalmente cálido en extremo, con una temperatura media anual de 24,6 °C, con lluvias casi todo el verano y en otoño.

#### Economía
La comunidad usa sus tierras para generar fuentes de alimento. Algunos son Ejidatarios y otros solo son derechohabientes de un terreno del Fondo Legal Comunal.  Disponen con un Ejido de una extensión de 1000 hectáreas de tierras para el abastecimiento de sus recursos. A sí mismo cuenta con un terreno de 15 hectáreas de Parcela Escolar para abastecimiento de las Escuelas Primarias en los fondos económicos.
Su principal cultivo es el maíz y el fríjol. Tienen plantíos diversos como el café, plátano, algodón,  camote, caña, calabaza, entre otros árboles frutales y medicinales. Una parte de los campesinos se dedica a la producción del ganado vacuno y porcino.
Aún se conserva gran parte de la fauna silvestre, varias especies de animales y plantas.